# زکی عثمان (بازیکن فوتبال، زاده ۱۸۹۸)
زکی عثمان (انگلیسی: Zaki Osman؛ زادهٔ ۱۸۹۸) بازیکن فوتبال اهل مصر است.
از باشگاه‌هایی که در آن بازی کرده‌است می‌توان به باشگاه ورزشی الاهلی مصر اشاره کرد.
وی همچنین در تیم ملی فوتبال مصر بازی کرده‌است.